# Dean Rusk

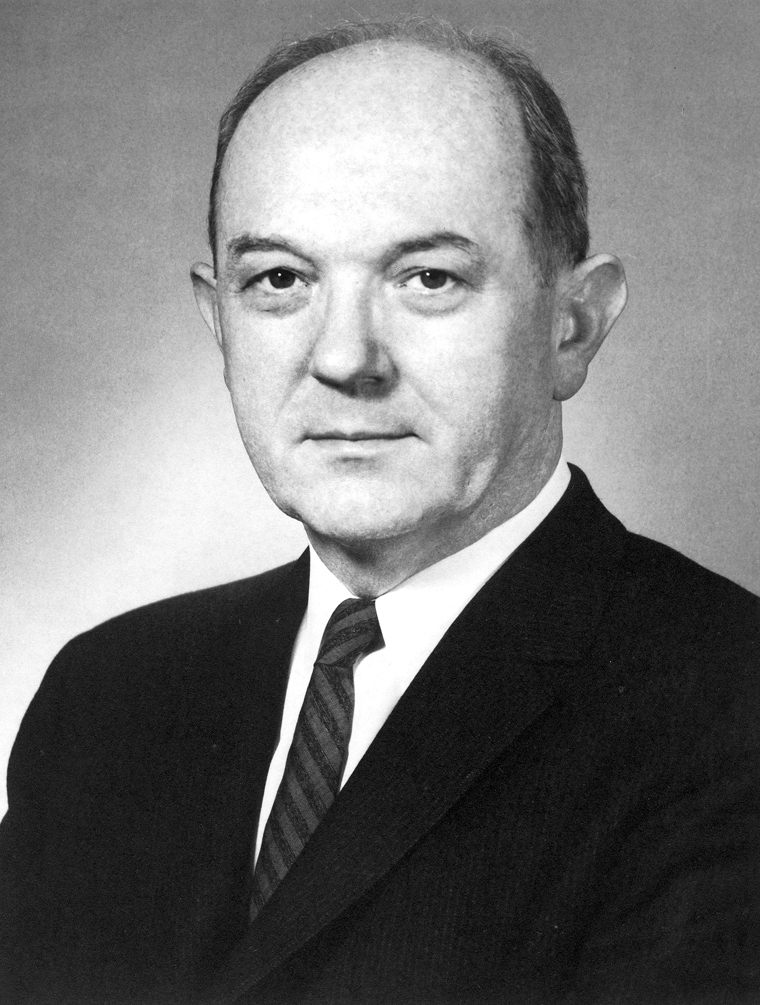
Dean Rusk

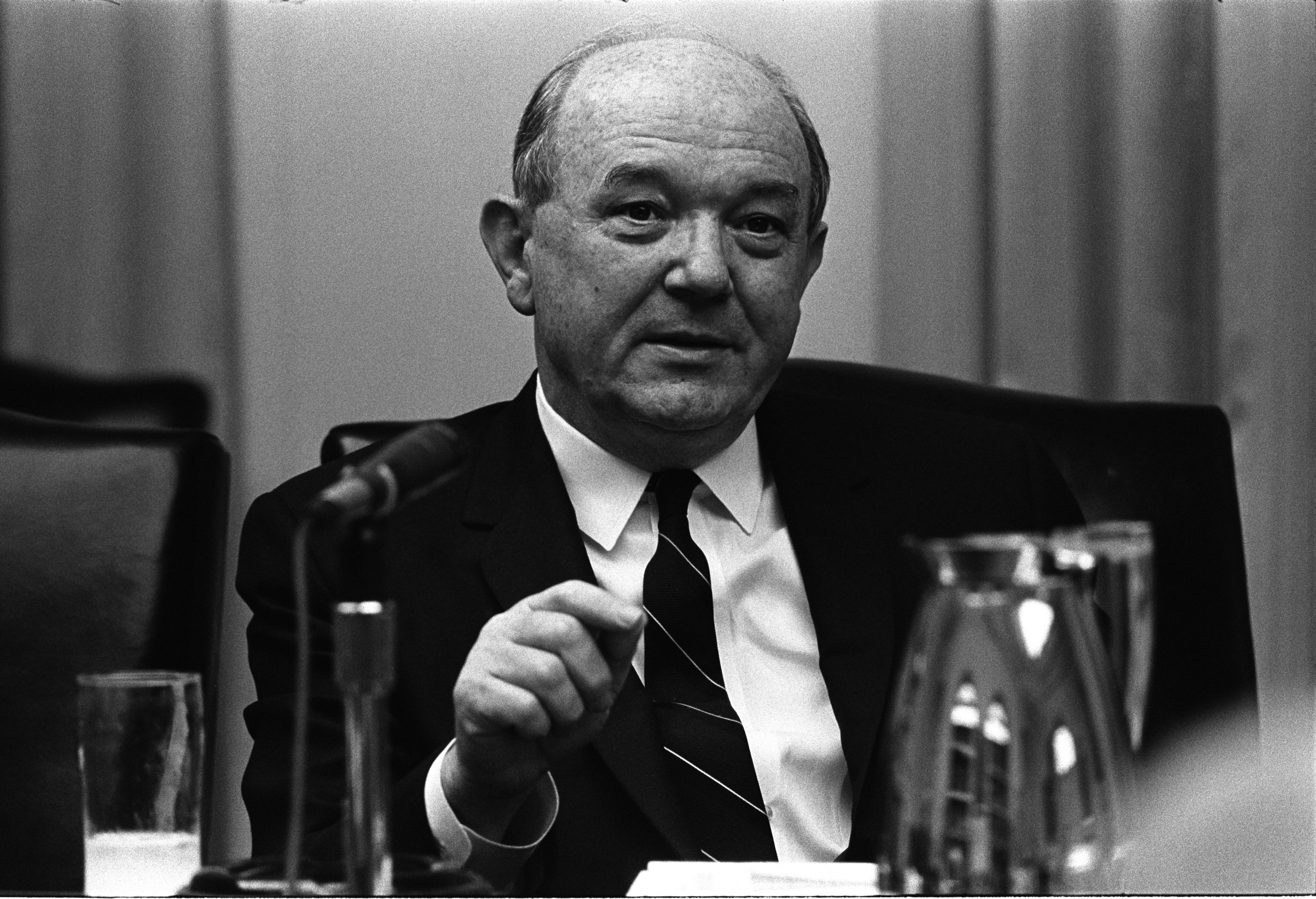
Dean Rusk (1968)

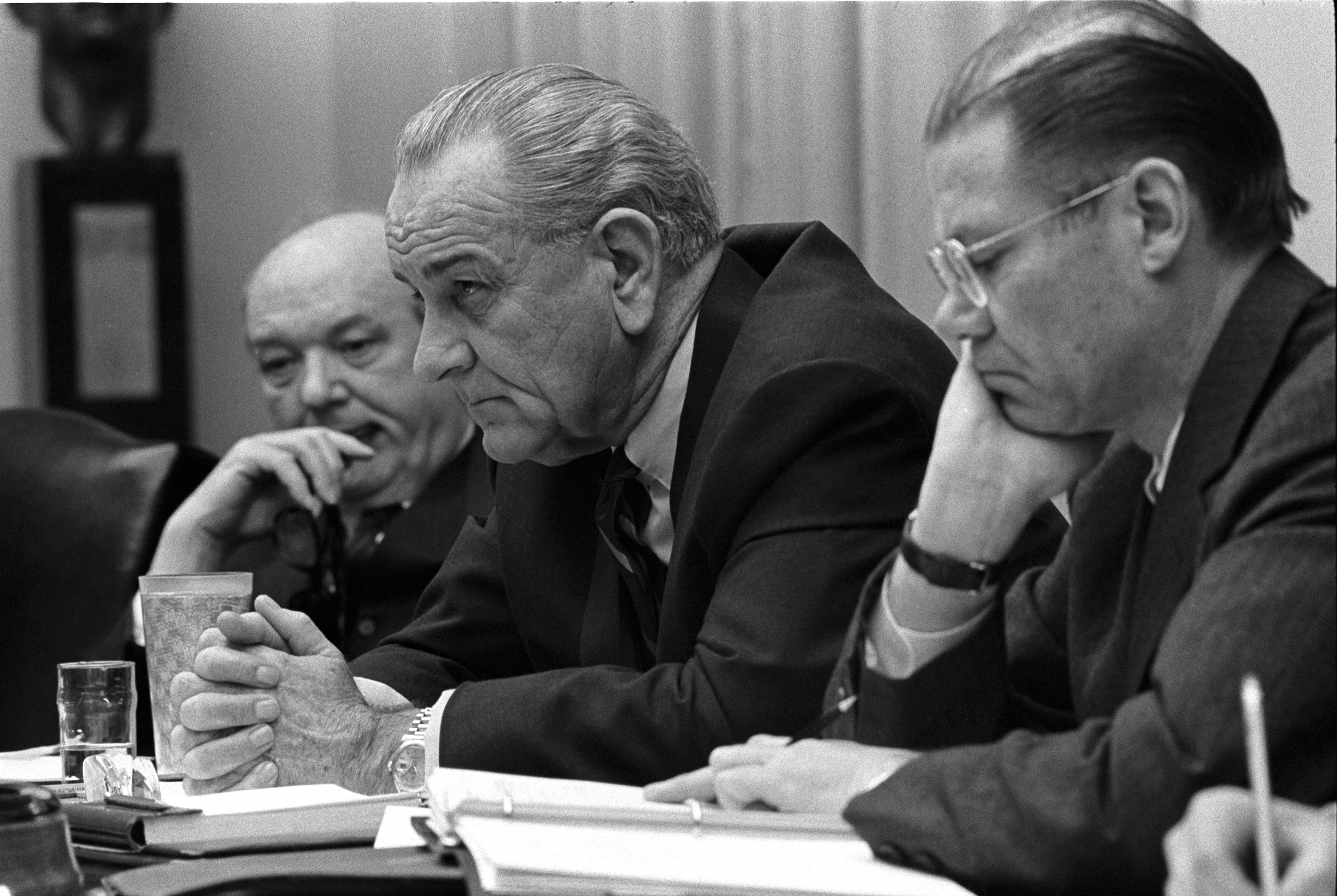
Dean Rusk hinten, davor Präsident Johnson (Mitte) und Verteidigungsminister McNamara (1968)

David Dean Rusk (* 9. Februar 1909 in Lickskillet, Cherokee County, Georgia; † 20. Dezember 1994 in Athens, Georgia) war ein US-amerikanischer Politiker der Demokratischen Partei. Von 1961 bis 1969 war er Außenminister unter den Präsidenten John F. Kennedy und Lyndon B. Johnson. Als Befürworter eines militärischen Zurückdrängens des Kommunismus („Roll Back“) unterstützte und verteidigte er in den 1960er-Jahren das Engagement seines Landes im Vietnamkrieg. Rusk erreichte nach Cordell Hull die zweitlängste Dienstzeit aller US-Außenminister.

## Leben
Der Sohn eines armen Farmers in Georgia ging in Atlanta auf eine öffentliche Schule. Nachdem er 1925 seinen Abschluss an der Boys High School erreicht hatte, arbeitete er zwei Jahre für einen Anwalt in Atlanta und besuchte das Davidson College. Er war Mitglied der Kappa Alpha Fraternity (Sigma Chapter) und erhielt während seiner Zeit als Rhodes-Stipendiat im St. John’s College 1933 den Cecil-Friedenspreis. Von 1934 bis 1940 lehrte er am Mills College in Oakland, Kalifornien. 1940 promovierte er im Fach Jura an der University of California in Berkeley. Am 9. Juni 1937 heiratete er Virginia Foisie, mit der er drei Kinder hatte.
Im Zweiten Weltkrieg trat er als Captain der Reserve der US Army bei und war als Stabsoffizier in Südostasien. Am Ende des Kriegs war er Colonel, ausgezeichnet mit der Legion of Merit. Bei seiner Rückkehr nach Amerika arbeitete er kurzzeitig im Kriegsministerium in Washington, trat dann im Februar 1945 ins Außenministerium über, wo er im Büro für Angelegenheiten der Vereinten Nationen arbeitete. Im selben Jahr schlug er die Aufteilung Koreas in einen amerikanischen und einen sowjetischen Einflussbereich mit Trennlinie am 38. Breitengrad vor.
1949 wurde er Staatssekretär für Angelegenheiten internationaler Organisationen (Assistant Secretary of State for International Organization Affairs), im folgenden Jahr übernahm er im selben Rang die Zuständigkeit für den Bereich Ostasien (Assistant Secretary of State for Far Eastern Affairs). Rusk war maßgeblich am Eingreifen der Vereinigten Staaten im Koreakrieg beteiligt. Von 1950 bis 1961 war er Bevollmächtigter der Rockefeller-Stiftung; 1952 folgte er Chester L. Barnard als Präsident der Stiftung.
Am 12. Dezember 1960 berief der gewählte Präsident der Vereinigten Staaten, John F. Kennedy, Rusk als Außenminister in sein Kabinett. Am 21. Januar 1961 übernahm Rusk damit die Leitung des Außenministeriums, nachdem der US-Senat die Nominierung des Präsidenten bestätigt hatte. Rusk war ein Verfechter der militärischen Bekämpfung des Kommunismus, während der Kubakrise suchte er jedoch eine diplomatische Lösung. Zu Beginn seiner Amtszeit hegte er Bedenken gegen einen militärischen Einsatz der USA in Vietnam; seine rigorose öffentliche Verteidigung der amerikanischen Aktionen in Krieg machten ihn später zu einem Hauptfeind der Kriegsgegner.
Abgesehen von seinem Kampf gegen den Kommunismus setzte Rusk seine bereits bei der Rockefeller-Stiftung verfolgte Politik fort, Entwicklungsländer zu unterstützen und den Welthandel durch geringe Zölle zu stärken. Rusk zog den wütenden Protest der amerikanischen Israel-Lobby auf sich, als er eingestand, der USS-Liberty-Zwischenfall im Sechstagekrieg sei ein israelischer Angriff und kein Unfall gewesen.
Sein Verhältnis zu Präsident Kennedy war nicht allzu gut, mehrere seiner Rücktrittsgesuche wurden abgelehnt. Nach der Ermordung von John F. Kennedy bot Rusk dem neuen Präsidenten, Lyndon B. Johnson, seinen Rücktritt an. Dieser bat ihn jedoch zu bleiben. Die beiden Südstaatler wurden Freunde. Als Johnson 1973 starb, hielt Rusk die Grabrede. Rusk wollte auch 1967 zurücktreten, nachdem bekannt geworden war, dass seine Tochter Peggy einen afroamerikanischen NASA-Mitarbeiter, Guy Smith, heiraten wollte, worauf Präsident Johnson ihn erneut bat, im Kabinett zu bleiben. Rusk blieb bis Ende von Johnsons Amtszeit im Januar 1969 Außenminister.
Von 1970 bis 1984 unterrichtete Rusk Internationales Recht an der University of Georgia.
Rusk erhielt sowohl den Sylvanus Thayer Award als auch die Freiheitsmedaille des Präsidenten.
Er starb im Dezember 1994 im Alter von 85 Jahren.